# Carrhotus affinis
Carrhotus affinis är en spindelart som beskrevs av Lodovico di Caporiacco 1934. Carrhotus affinis ingår i släktet Carrhotus och familjen hoppspindlar. Inga underarter finns listade.